# Дизнијево животињско царство
Дизнијево животињско царство један је од тематских паркова или зоолошки тематски парк у The Walt Disney Company у Беј Лејку, Флорида, близу Орланда. Парк, који је у власништву и под управом компаније Disney Parks, Experiences and Products свечано је отворен за посетиоце на Дан планете Земље, 22. априла 1998, и био је четврти Дизнијев тематски парк изграђен Блеј Лејку. Парк је посвећен и тематски је у потпуности везан за природно окружење и очување животиња, области у којој је некада био пионир лично Волт Дизни.
Дизнијево животињско царство се разликује од остатка тематских паркова у свету Волта Дизнија по томе што садржи традиционалне атракције, а такође излаже стотине врста живих животиња. Због јако захтевних услова неопходних за безбедност како животиња тако и посетилаца, у парку су уграђени посебно дизајнирани системи и прописан правила на добробит и заштиту животиња. 

## Положај и пространство
Парк се налази на западној ивици одмаралишта у Беј Лејку и највећи је тематски парк на свету, јер се простире на 230 хектара.
Парј је изолован од других тематских паркова и имања у његовом окружењу како би се минимизирали спољашњи утицаји за животиње, па ноћне посте парку не садрже ватромет и друге садржаје који би иначе могли да узнемире животиње.
У циљу заштите природне средине, парк користи биоразградиве папирне сламке и посуде, и забрањује употребу пластике и балоне.

## Акредитације
Дизнијево животињско царство је акредитовано од стране Удружења зоолошких вртова и акваријума и Светске асоцијације зоолошких вртова и акваријума, што указује на то да су власници парка испунили или премашили стандарде у образовању, очувању и истраживању животињског света.

## Посећеност
На пример у 2019. Дизнијево животињско царство посетило је 13.888 милиона посетилаца, и тиме га сврстало у трећи најпосећенији тематски парк у Северној Америци и шести најпосећенији тематски парк у свету, као и други најпосећенији тематски парк у Walt Disney World Resort, иза парка Магично краљевство (Magic Kingdom).
| 2013       | 2014       | 2015       | 2016       | 2017       | 2018       | 2019       | Ранг |
| ---------- | ---------- | ---------- | ---------- | ---------- | ---------- | ---------- | ---- |
| 10.198.000 | 10.402.000 | 10.922.000 | 10.844.000 | 12.500,000 | 13,750,000 | 13.888.000 | 6    |

## Галерија
- Три тематске области у Дизнијевом животињском царству
- Пандора – Свет „Аватара“
- Африка
- Азија